# Sharon Marley
Sharon Marley Prendergast (ur. 23 listopada 1964) jest biologiczną córką Rity Marley, zaadoptowaną przez Boba Marleya. Grała w zespole Ziggy Marley & The Melody Makers razem z rodzeństwem w roku 1988.